# Ansprand al longobarzilor
Ansprand (n. 657 d.Hr. – d. 712 d.Hr., Pavia, Ducatul Milanului) a fost rege al longobarzilor din Italia pentru o scurtă perioadă din anul 712.
Inițial, Ansprand a fost duce longobard de Asti și regent al regelui minor Liutpert între 700 și 701. El a fost înfrânt la Novara de către Raginpert și exilat, găsindu-și refugiu la curtea ducelui Theudebert de Bavaria, în 702.
În 711, el a revenit în fruntea unei mari armate puse la dispoziție de ducele Bavariei. Mulți longobarzi din Austria longobardă (din Veneto și din răsărit) i s-au raliat și bătălia cu regele Aripert al II-lea, fiul și succesorul lui Raginpert, a fost angajată în apropiere de Paviei. Aripert a părăsit capitala, ducând cu el tezaurul regal și încercând să treacă în Galia în timpul nopții. S-a înecat însă în râul Ticino, iar Ansprand a fost aclamat ca suveran.
Ansprand a ocupat tronul doar între lunile martie și iunie, regatul trecând în mâinile unicului său fiu, Liutprand.  